# Asmae El Moudir
Asmae El Moudir (Salé, Marruecos, 16 de febrero de 1990) es una cineasta y guionista marroquí.

## Biografía
El Moudir tiene un máster en cine documental por la Universidad Abdelmalek Essaâdi de Tetuán, y un diploma de dirección por el Instituto Superior de Oficios Audiovisuales y Cinematográficos de Rabat.
Tras realizar varios cortometrajes, El Moudir dirigió The Mother of All Lies (Le mensonge originel), su primer largometraje. Al año siguiente, dirigió The Postcard su primer largometraje documental.

## Filmografía
- 2010: The Last Bullet (La Dernière balle)
- 2011: The Colors of Silence (Les couleurs de silence)
- 2019: Guerre oubliée (Forgotten War)[6][7]
- 2019: The Mother of All Lies[8]
- 2020: The Postcard (Fi Zaouiyati Oummi)[9][10]